# Sirena di Canosa
La Sirena di Canosa è una statua risalente al 400 a.C. - 301 a.C., scoperta a Canosa di Puglia, città appartenente alla Magna Grecia, che è il nome dato in tempi antichi del territorio occupato dai coloni greci nel sud della penisola italiana, dove fondarono numerose poleis che commerciavano con la madre patria.
Ad oggi è conservata presso il Museo archeologico nazionale di Spagna a Madrid.

## Simbologia
La statua faceva parte di un corredo funerario posto in una tomba della antica città di Canosa, e rappresenta una sirena con le ali, zampe e coda degli uccelli, con in mano una lira e tiene sollevato il braccio destro all'altezza testa in un gesto di lutto. Si tratta di una scultura funeraria, che aveva la funzione di  psicopompo, l'essere mitologico che aveva il ruolo di guida delle anime dei morti nell'aldilà.